# Bluszcz (czasopismo)
Bluszcz – ilustrowany tygodnik kobiecy wydawany w Warszawie w latach 1865–1918, 1921–1939 i 2008–2012.

## Przed II wojną światową
„Bluszcz” założony przez Michała Glücksberga, redagowany m.in. przez Marię Ilnicką, prezentował program emancypacji kobiet. Z tygodnikiem współpracowali m.in.: Maria Konopnicka, Eliza Orzeszkowa, Adam Asnyk, Zofia Rogoszówna, Maria Dąbrowska, Konstanty Ildefons Gałczyński, Maria Kuncewiczowa, Lucyna Ćwierczakiewiczowa, Amelia Bortnowska, a także od 1926 Maria Antonina Ankiewicz. 
Redaktorami naczelnymi „Bluszczu” w latach 1865–1939 byli:
- 1865–1896 – Maria Ilnicka
- 1897–1901 – Józefa Bąkowska
- 1902–1906 – Marian Gawalewicz
- 1906–1918 – Zofia Seidlerowa
- 1921–1922 – Stefania Podhorska-Okołów
- 1922–1923 – Sława Browińska
- 1923–1927 – Wanda Pełczyńska
- 1927–1939 – Stefania Podhorska-Okołów

## Próba reaktywacji w XXI wieku
W 2008 warszawskie wydawnictwo Elipsa Sp. z o.o. wznowiło wydawanie magazynu. Redaktor naczelną została Joanna Laprus-Mikulska. Od listopada 2010 jej rolę przejął Rafał Bryndal. Każdy numer magazynu liczył ponad 100 stron i ukazywał się w cenie 10 zł. Średnia sprzedaż ogółem w I kwartale 2012 wyniosła 7828 egzemplarzy przy średnim nakładzie ok. 20 tys. egzemplarzy.
Stały zespół redakcyjny „Bluszczu” stanowili Marek Łuszczyna i Marta Szarejko, a współpracownikami byli: Katarzyna Grochola, Juliusz Machulski, Maciej Maleńczuk, Joanna Bator, Etgar Keret, Ignacy Karpowicz, Dawid Rosenbaum, Alicja Resich-Modlińska, Dubravka Ugrešić, Agnieszka Wolny-Hamkało, Krzysztof Umiński, Stanisław Łubieński, Anna Saraniecka.
W 2010 z jednego z działów czasopisma wyodrębniono osobny miesięcznik literacki dla dzieci „Bluszczyk”.
Wydawanie obu magazynów zawieszono w 2012 z powodu śmierci wydawcy – Artura Szczecińskiego.